# 伊萬尼夫斯凱 (科諾托普區)
51°23′53″N 33°46′30″E / 51.39806°N 33.77500°E
伊萬尼夫斯凱（烏克蘭語：Іванівське）是位於烏克蘭東北部的村莊，由蘇梅州科諾托普區的普蒂夫爾市鎮負責管轄。該村處於克列文河左岸，距離亞齊涅和新沙爾皮夫卡2公里，海拔高度137米。